# Centre international d'amélioration du maïs et du blé
Le Centre international d'amélioration du maïs et du blé, ou CIMMYT (de l'espagnol Centro internacional de mejoramiento de maiz y trigo), est une organisation sans but lucratif dont la mission est de contribuer à l'amélioration des moyens de subsistances des populations du tiers monde par l'amélioration des semences de blé et de maïs, principales cultures vivrières du monde. 
Cette organisation est issue d'un programme pilote menée au Mexique en 1943 sous le parrainage conjoint du gouvernement mexicain et de la Fondation Rockefeller. L'un de ses plus célèbres membres fut Norman Borlaug, considéré comme le père de la Révolution verte.
Elle a son siège à Mexico et diverses représentations en Afrique, en Amérique latine, en Asie et en Australie. Le CIMMYT emploie une centaine de chercheurs spécialisés et 500 collaborateurs venant de 40 pays. Ses financements proviennent de sources variées : agences internationales de développement, gouvernements, fondations privées et secteur privé. Parmi ces financeurs, on peut citer notamment la Banque mondiale, les États-Unis, l'Union européenne, la Suisse, le Japon, la fondation Rockefeller, ainsi que le Mexique qui accueille le site principal.
Le CIMMYT est l'un des quinze centres de recherche spécialisés relevant du Groupe consultatif pour la recherche agricole internationale (CGIAR, de l'anglais Consultative Group on International Agricultural Research).

## Conservation de semences anciennes
Le CIMMYT joue également un rôle de conservation des semences anciennes. Plus de 175 000 variétés de blé et de maïs sont conservées au titre du maintien de la biodiversité pour un usage éventuel dans de futures nouvelles variétés.